# Малиновка (Ляденский сельсовет)
Малиновка (бел. Малiнаўка) — деревня в Червенском районе Минской области Беларуси. Входит в состав Ляденского сельсовета.

## Географическое положение
Расположена в 25 километрах к юго-востоку от Червеня, в 87 км от Минска, в 12 км от железнодорожной станции Гродзянка линии Гродзянка—Верейцы.

## История
В начале XX века населённый пункт существовал как смолокуренный завод Давидовка Якшицкой волости Игуменского уезда Минской губернии. На 1908 год здесь был 1 двор и 9 жителей. На 1917 год деревня Давидовка (она же Малиновка, Малинник), здесь было 23 двора, 149 жителей (70 мужчин и 79 женщин). 20 августа 1924 года вошла в состав вновь образованного Старо-Ляденского сельсовета Червенского района Минского округа (с 20 февраля 1938 — Минской области). Согласно Переписи населения СССР 1926 года, в деревне насчитывалось 26 дворов, проживали 135 человек. В 1930 году в деревне был организован колхоз «Красная Малиновка», на 1932 год туда входили 24 крестьянских хозяйства. Во время Великой Отечественной войны деревня была оккупирована немцами в начале июля 1941 года. 12 её жителей погибли на фронтах. Освобождена в начале июля 1944 года. На 1960 год население деревни составило 73 человека. В 1980-х Малиновка относилась к совхозу «Ляды», здесь был магазин. На 1997 год в деревне было 9 домов и 12 жителей. На 2013 год 2 круглогодично жилых дома, 2 постоянных жителя. На 2024 год 3 жителя.

## Население
- 1908 — 1 двор, 9 жителей
- 1917 — 23 двора, 149 жителей
- 1926 — 26 дворов, 135 жителей
- 1960 — 73 жителя
- 1997 — 9 дворов, 12 жителей
- 2013 — 2 двора, 2 жителя
- 2024 - 3 жителя